# 血细胞比容
血细胞比容（hematocrit，Hct，HCT，Ht）又称红细胞比容、红细胞体积比，简称血比容、血容比，是血液中细胞总体积占全血体积的百分比，其中细胞以红细胞为主。具体的操作是将全血加入抗凝剂（抗凝全血），经离心沉淀后，测得压紧的血细胞在全血中所占体积的比例，常以百分数表示，有些学者则用小数表示。
血细胞比容数值因年龄和性别而异。正常情况下，成人血细胞比容：男：40～50％，女：35～45％。根据一些医院和教科书，参考數值不同，如有些参考范围为：男：42～54％，或 36～48％；女：38～46％，或 34～44％。仪器法测定值：正常成年男性为 0.40～0.52，女性为 0.35～0.47。
血细胞比容旧称：红细胞压积（packed cell volume，PCV）、浓缩红细胞体积（volume of packed red cells，VPRC）、红细胞体积分数（erythrocyte volume fraction，EVF）。术语 hematocrit 源自古希腊语 αἷμα（haîma，blood）“血液”及 κριτής（kritḗs，judge/umpire）“判定、估算”之义。
红细胞比容增加可能由红细胞增多或血液浓缩造成。红细胞比容减少见于各型贫血，因红细胞体积不同，红细胞比容下降的幅度与血红蛋白浓度不一定一致。

## 外部連結
- Hematocrit （页面存档备份，存于）—Lab Tests Online

1. ↑  John P. Greer. . Lippincott Williams & Wilkins. 2009: 779. ISBN 9780781765077.
2. ↑  Bernadette F. Rodak; George A. Fritsma, Kathryn Doig. . Elsevier Health Sciences. 2007: 220. ISBN 9781416030065.
3. ↑  . 术语在线. 全国科学技术名词审定委员会. （简体中文）
4. ↑  . 术语在线. 全国科学技术名词审定委员会. （简体中文）